# Private Dancer Tour
El Private Tour Dancer es una gira de conciertos 1985 por Estados Unidos de la cantante suiza Tina Turner. Junto con su álbum más vendido multiplatino Private Dancer, la gira ayudó a establecer Turner como solista e intérprete importante vivir y es a menudo considerado como uno de los mejores regresos en la historia de la música.
Budapest El concierto fue el único concierto de la gira detrás de la Iron Curtain. Tina había viajado en el este de Europa-un par de años antes, antes de su regreso. Los promotores de la región sin embargo, no fueron capaces de pagar los altos costos de su programa después de su regreso. Ella regresó a Budapest, sin embargo por un precio más bajo, declarando que le debía a la audiencia Budapest para hacer eso por la forma en que la celebran, incluso antes de que su estatus de estrella renovada.

## Actos de apertura
- Glenn Frey  (América del Norte) (ciertas fechas)
- Sr. Señor  (América del Norte) (ciertas fechas)
- Garantía Limitada (América del Norte) (ciertas fechas)
- John Parr  (América del Norte) (ciertas fechas)
- Eric Martin Band  (América del Norte) (ciertas fechas)